# Jan Innocenty Buba
Jan Buba SchP, (imię zakonne Innocenty od Męki Pańskiej) (ur. 26 kwietnia 1909 w Ostrowcu Świętokrzyskim, zm. 3 sierpnia 1984) – polski duchowny rzymskokatolicki, pijar, historyk swojego zakonu, pełnił funkcję prowincjała.

## Życiorys
Był synem Wojciecha i Zofii z Cwików. Do pijarów (Zakonu Kleryków Regularnych Ubogich Matki Bożej Szkół Pobożnych) wstąpił 27 sierpnia 1926; śluby wieczyste złożył pięć lat później. W czasie rzymskich studiów, uwieńczonych licencjatem z teologii na Papieskim Uniwersytecie Gregoriańskim, przyjął 20 kwietnia 1935 święcenia kapłańskie. Po powrocie do Polski kontynuował studia na Uniwersytecie Jagiellońskim, zdobywając wykształcenie pedagogiczne. Okres wojny i okupacji spędził głównie w okolicach rodzinnego Ostrowca, gdzie uczestniczył w tajnym nauczaniu. Był zarazem kapelanem szpitalnym oraz niósł posługę duszpasterską partyzantom.
Pełnił w zakonie odpowiedzialne funkcje, poczynając od wychowania kleryków, przez asystenturę prowincjalną po godność przełożonego polskiej prowincji w latach 1952–1955. Później, po odbyciu kursów z zakresu archiwistyki i historii na Katolickim Uniwersytecie Lubelskim, był archiwistą zakonu w Archiwum Prowincji Pijarów w Krakowie. W czasie pełnienia tej ostatniej funkcji rozwinął badania z dziejów zakonu pijarów w Polsce.
Swoje prace naukowe Jan Buba poświęcał przede wszystkim wkładowi pijarów do kultury i nauki polskiej, będąc aktywnym popularyzatorem tej wiedzy. Ogłosił łącznie kilkaset artykułów z historii zakonu, w większości na łamach wydawnictw słownikowych i encyklopedycznych. W 1968, w odpowiedzi na decyzję Kapituły Generalnej zakonu o rozpoczęciu prac nad wielotomowym Pijarskim Słownikiem Encyklopedycznym (Diccionario Enciclopedico Escolapio), przesłał odpowiedzialnemu za to wydawnictwo Institutioni Calasanz de Ciencias de la Education PP Escolapios schemat pracy organizacyjnej, wraz z wykazem proponowanych haseł dotyczącym prowincji polskiej i prowincji litewskiej w liczbie 385; propozycje organizacyjne zostały po pewnych oporach zaakceptowane przez redakcję i przekazane jako obowiązujące pozostałym prowincjom, natomiast wykaz haseł nieco okrojono. Większość z haseł napisał osobiście ks. Buba, w tym 69 artykułów o wszystkich kolegiach, szkołach i rezydencjach prowincji polskiej i litewskiej na potrzeby tomu I oraz 199 biogramów wybitniejszych pijarów, zamieszczonych w tomie II.
Z zagranicznych dzieł, z którymi współpracował Jan Buba, warto wymienić także Słownik biograficzny pijarów przygotowany przez prowincję amerykańską. Na potrzeby tej pracy Buba podjął się napisania 78 artykułów po łacinie. Z kolei we włoskim wydawnictwie Enciclopedia de Religiosis opublikował 75 haseł biograficznych oraz 35 haseł problemowych, z historii zakonu w Polsce i na Litwie.
Od lat 50. XX wieku Buba był stałym współpracownikiem Polskiego słownika biograficznego; nie tylko zamieszczał w Słowniku własne artykuły, ale także recenzował, uzupełniał kartoteki, zgłaszał propozycje haseł, uczestniczył w posiedzeniach kolegium redakcyjnego (aczkolwiek w jego skład nie wchodził). Jesienią 1966 podjął współpracę z Encyklopedią Katolicką Towarzystwa Naukowego KUL, dla której opracował przeszło 100 artykułów biograficznych oraz kilka większych haseł rzeczowych (m.in. Pijarzy i Pijarzy w Polsce). Kilkadziesiąt artykułów biograficznych zamieścił również w Słowniku pracowników książki polskiej (1972) pod redakcją Ireny Treichel, nie podjął się natomiast opracowania hasła o warszawskiej drukarni pijarskiej na potrzeby dzieła Drukarze dawnej Polski, tłumacząc odmowę ubóstwem materiałów; niemniej jednak dostępne archiwalia dotyczące tej oficyny, jak i innych drukarni pijarskich, przekazał redaktor serii prof. Alodii Kaweckiej-Gryczowej.
Przez kilkanaście lat ks. Buba pozostawał również konsultantem przygotowywanego przez Wyższą Szkołę Rolniczą w Krakowie Słownika przyrodników polskich, udzielając informacji na temat 16 pijarów zasłużonych dla rozwoju nauk przyrodniczych. Dla redagowanej przez ojca Romualda Gustawa Hagiografii Polskiej opracował 6 haseł poświęconych zakonnikom zmarłym w opinii świętości. Współpracował też z redakcją pracy Filozofia w Polsce. Słownik pisarzy (1971) oraz z Bibliografią powieści polskiej 1601–1800. Liczne artykuły zamieszczał m.in. na łamach „Przewodnika Katolickiego”, „Tygodnika Powszechnego”, „Gościa Niedzielnego”, „Mówią Wieki”, ale także „Pamiętnika Teatralnego”, „Głosu Energetyka”, „Kwartalnika Historii Nauki i Techniki” czy „Muzyki”. Pisywał też do biuletynu kapituły generalnej pijarów w Rzymie „Ephemerides Calasanctianae”.
Należał do inicjatorów i głównych współpracowników specjalnego numeru pisma o historii Kościoła „Nasza Przeszłość” (tom XV, 1962, pod redakcją ks. Alfonsa Schletza), w całości poświęconego 300-leciu usamodzielnienia się polskiej prowincji pijarskiej i powstaniu kolegium zakonnego w Krakowie; zawarł w nim artykuł Pijarzy w Polsce. Dwadzieścia lat później redagował zbiór artykułów Pijarzy w kulturze dawnej Polski (1982), gdzie zamieścił 15 publikacji (na łączną liczbę 23), w tym Onufry Kopczyński w walce o oświatę i szkołę polską i Współpraca pijarów z Komisją Edukacji Narodowej). W zbiorze Nowożytna myśl naukowa w szkołach i księgozbiorach polskiego Oświecenia (1976) ogłosił cenną rozprawę Rodowód Collegium Nobilium, w której na podstawie analizy nieznanych wcześniej w Polsce archiwaliów watykańskich postawił tezę o wpływie reformy szkolnej Stanisława Konarskiego na unowocześnienie systemu edukacyjnego w takich krajach europejskich, jak Włochy, Austria, Czechy, Węgry. Badał także związki założyciela zakonu pijarów św. Józefa Kalasancjusza i pierwszych szkół pijarskich z Galileuszem (pisał o tym m.in. w artykułach Za Galileuszem do Arcetrii, „Znak”, 1957, nr 37/38; Na wspólnych pijarów i Galileusza szlakach, Księga pamiątkowa ku czci Stanisława Pigonia, 1961; Casus Galilei – dramatis personae, „Kwartalnik Historii Nauki i Techniki”, 1980).

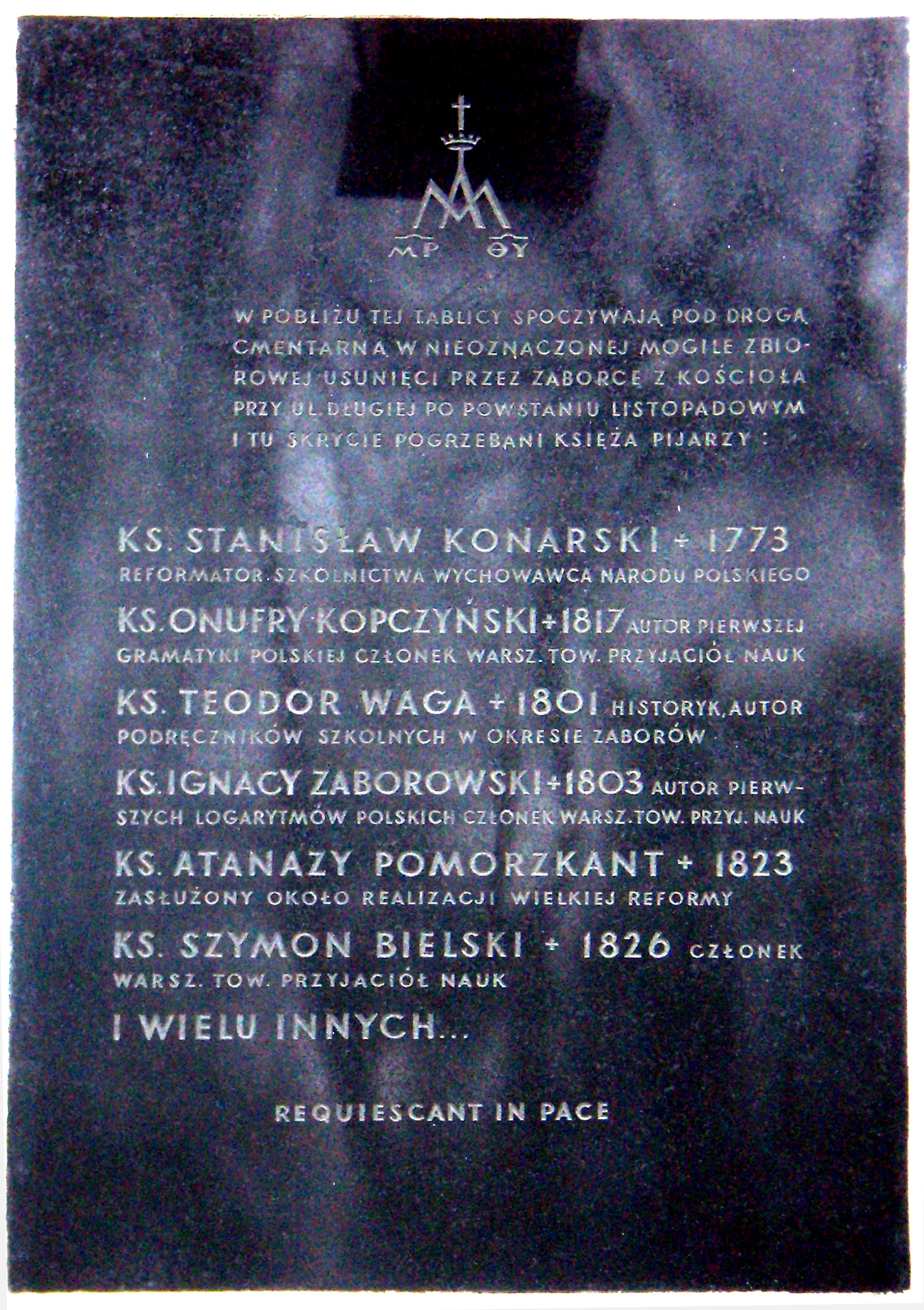
tablica pamiątkowa oznaczająca zbiorową mogiłę o.o. pijarów (i jezuitów) na Cmentarzu Powązkowskim wmurowana z inicjatywy
o. Inocentego Buby

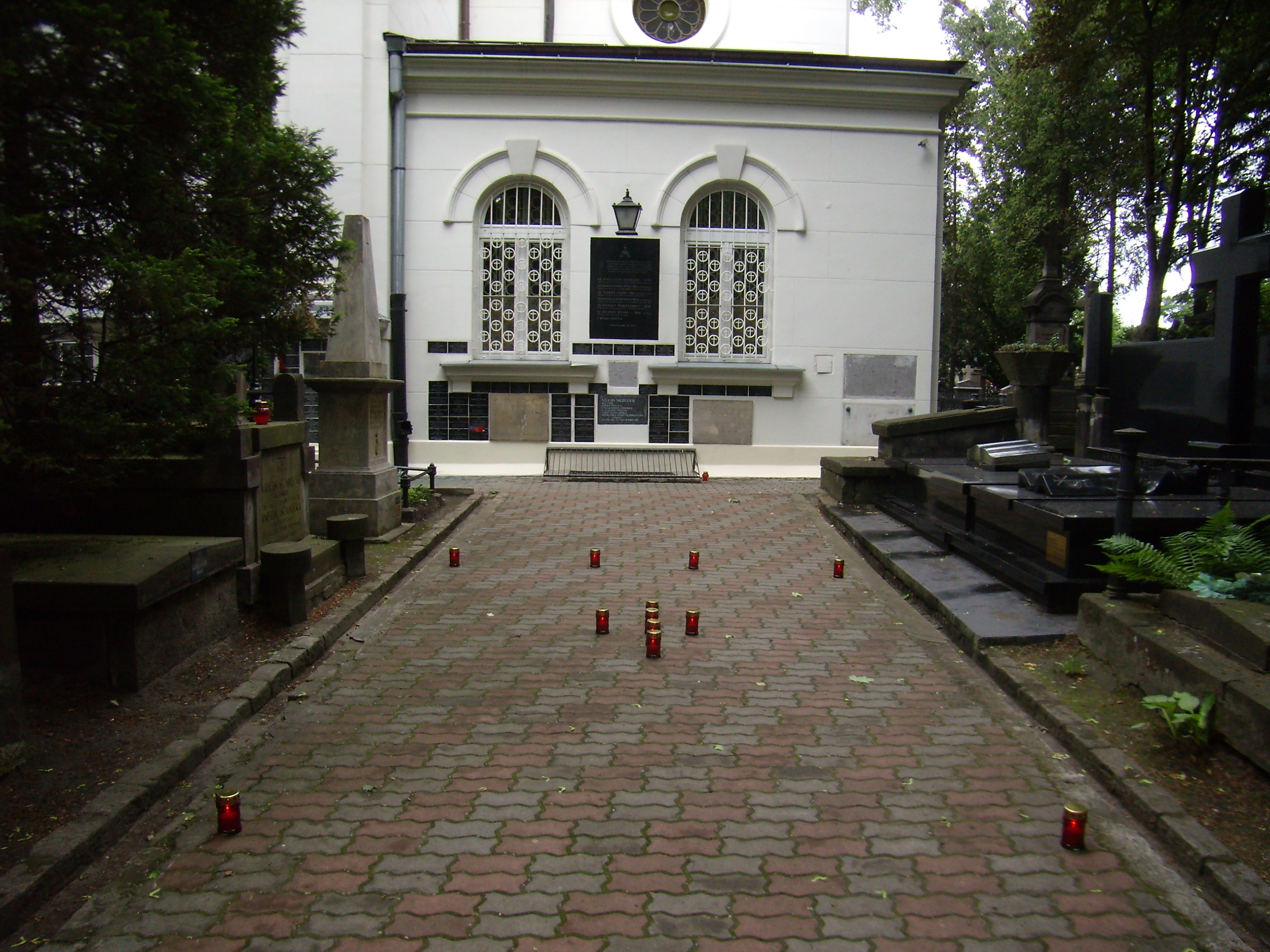
alejka, pod którą znajduje się zbiorowa mogiła pijarów i poety Macieja Kazimierza Sarbiewskiego, SJ na Cmentarzu Powązkowskim, 2009

Z pasją ks. Buba korygował rozpowszechnione błędy dotyczące tematów pijarskich i okołopijarskich; wielokrotnie podkreślał zasługi swoich zakonnych współbraci, których z pijarami nie kojarzono lub nawet przypisywano innym zgromadzeniom. M.in. docierając do dziennika szkolnego kolegium pijarów w Lubieszowie wykazał, że kurs jednej klasy obejmował dwa lata, czym obalił przekonanie o powtarzaniu klasy przez XVIII-wiecznego ucznia tej szkoły, Tadeusza Kościuszkę. Na podstawie zasobów archiwum w Rzymie, uzyskując m.in. fotokopie planów warszawskich budowli pijarskich z 1643, wykazał, że zakon prowadził w Warszawie działalność już przed potopem szwedzkim. Wykazał pijarskie pochodzenie obrazu Matki Boskiej Łaskawej, który trafił potem pod opiekę jezuitów. Z przedstawicielami zakonu jezuitów ks. Buba prowadził polemiki dotyczące początków kultu Najświętszego Serca Jezusowego w Polsce, wskazując na pijara Paulina Wiązkiewicza, który uzyskał w tej sprawie specjalne brewe papieża Klemensa XI (1705). Do zasług Jana Buby należy dodać też odkrycie dla muzykologów, wspólnie z Anną i Zygmuntem Szweykowskimi, nieznanych wcześniej kompozytorów pijarskich, m.in. Damiana Stachowicza. Na warszawskich Powązkach Buba odszukał zbiorową mogiłę pijarską, w której spoczywają m.in. Stanisław Konarski, Onufry Kopczyński, Teodor Waga, Ignacy Zaborowski, Szymon Bielski, Atanazy Pomorzkant, oraz doprowadził do odsłonięcia pamiątkowej tablicy na zewnętrznej ścianie kościoła św. Karola Boromeusza przy tym cmentarzu.
Ks. Buba był również zasłużonym organizatorem pijarskiego ruchu naukowego, którego centrum stanowił jego pokój zakonny w domu w Krakowie, nazywany „dziuplą”. Realizując postanowienia kapituł prowincjonalnych z lat 50., w 1962 należał do głównych twórców Pijarskiego Koła Naukowego, stawiającego sobie za cel przede wszystkim samokształcenie członków i prowadzenie badań historycznych (w ramach prac członkowie Koła m.in. odszukali i uporządkowali nagrobek jednego z pionierów polskiej filatelistyki, pijara ks. Stanisława Biegańskiego, na cmentarzu Rakowickim). Buba nieprzerwanie zasiadał we władzach Koła, które w 1973 przemianowano na Ośrodek Naukowy Ojców Pijarów. Redagował powielany na maszynie „Pijarski Biuletyn Naukowy” (wychodził raz na rok, sporadycznie raz na dwa lata), publikujący referaty członków Koła. W ramach Koła prowadził kartoteki osobowe polskich pijarów z pierwszego stulecia obecności zakonu w Polsce (1642–1742), a także gromadził materiały bibliograficzne. Zebrał też w kilkunastu tomach tzw. „Miscellanea Pijarskie” — zbiór referatów i innych materiałów, a także prace magisterskie i doktorskie poświęcone tematyce pijarskiej. Zbiory te, jak również materiały sprowadzane z archiwum rzymskiego, pozwalały na rozwijanie tematyki pijarskiej nie tylko wśród zakonników, ale i studentów świeckich; ks. Buba był konsultantem około 30 rozpraw doktorskich i około 40 prac magisterskich. Współpracował też z uznanymi naukowcami, np. z prof. Ludwikiem Chmajem. Szczególnie cenił powstałą na Katolickim Uniwersytecie Lubelskim pod kierunkiem ks. prof. Wincentego Granata pracę doktorską ks. Kazimierza Białeckiego Nauka teologiczna ks. Stanisława Konarskiego, w której autor podkreślał znaczenie teologiczne prac Konarskiego i ich zgodność z nauką Kościoła. Z innych ośrodków naukowych, które korzystały z konsultacji ks. Buby, wymienić można Uniwersytet Warszawski, Uniwersytet Jagielloński, Uniwersytet Łódzki, Uniwersytet Wrocławski, Wyższą Szkołę Pedagogiczną w Krakowie czy wreszcie warszawską Akademię Wychowania Fizycznego. Biblioteki na całym świecie ks. Buba zasilał przesyłanymi polskimi pijaristikami (szczególnie przy Domu Generalnym w Rzymie), uzupełniając je o streszczenia po włosku.
Niezależnie od działalności naukowej i popularyzatorskiej ks. Buba „był pobożnym, wzorowym zakonnikiem” (Gerard Brumirski), cenionym kaznodzieją. Przez wiele lat miał problemy zdrowotne. Zmarł 3 sierpnia 1984 w wieku 75 lat.
Pijarem był również starszy brat Jana Buby, Stanisław, w zakonie Szymon od Wniebowzięcia Najświętszej Maryi Panny (ur. 8 kwietnia 1907 w Ostrowcu, zm. 12 stycznia 1955). Nie przyjmował on święceń kapłańskich, pozostając bratem zakonnym; do zakonu wstąpił razem z Janem w sierpniu 1926, pierwsze śluby złożył 8 grudnia 1928, śluby wieczyste 17 kwietnia 1933. Przebywał w domu zakonnym w Krakowie, gdzie przez pewien czas był ekonomem. Wykonywał też dekoracje do przedstawień teatralnych. Zmarł w wieku niespełna 48 lat na nowotwór mózgu.